# Estonia na Letnich Igrzyskach Olimpijskich 1928
Estonię na Letnich Igrzyskach Olimpijskich 1928 reprezentowało 20 zawodników, w 19 konkurencjach w 5 dyscyplinach. Wywalczyli 5 medali, w tym 2 złote.

## Medale
| Medal  | Zawodnik                                                                                                 | Dyscyplina           | Konkurencja              | Data       |
| ------ | --- | -------------------- | ------------------------ | ---------- |
| złoto  | Osvald Käpp                                                                                              | Zapasy               | wolny, waga lekka        | 1 sierpnia |
| złoto  | Voldemar Väli                                                                                            | Zapasy               | klasyczny, waga piórkowa | 5 sierpnia |
| srebro | Arnold Luhaäär                                                                                           | Podnoszenie ciężarów | waga ciężka              | 29 lipca   |
| brąz   | Albert Kusnets                                                                                           | Zapasy               | klasyczny, waga średnia  | 5 sierpnia |
| brąz   | Tutti V: Nikolai Vekšin William von Wirén Eberhard Vogdt Georg Faehlmann Andreas Faehlmann H. R. Lehbert | Żeglarstwo           | Klasa 6 metrów           | 9 sierpnia |

## Zawodnicy

### Boks
Mężczyźni
- Valter Palm

| Konkurencja     | Zawodnik    | Wynik       | Miejsce |
| --------------- | ----------- | ----------- | ------- |
| Waga półśrednia | Valter Palm | druga runda | 9.      |

### Lekkoatletyka
Mężczyźni
- Nikolai Feldmann
- Gustav Kalkun
- Karl Laas
- Johan Meimer

| Konkurencja    | Zawodnik         | Wynik     | Miejsce |
| -------------- | ---------------- | --------- | ------- |
| Maraton        | Karl Laas        | DNF       | DNF     |
| Pchnięcie kulą | Nikolai Feldmann | 13.54     | 12.     |
| Rzut dyskiem   | Gustav Kalkun    | 43.09     | 10.     |
| Rzut oszczepem | Johan Meimer     | 61.46     | 8.      |
| Dziesięciobój  | Johan Meimer     | 6,733.150 | 13.     |

### Podnoszenie ciężarów
Mężczyźni
- Arnold Luhaäär
- Aleksander Kask
- Leonhard Kukk
- Olaf Luiga

| Konkurencja      | Zawodnik        | Wynik | Miejsce       |
| ---------------- | --------------- | ----- | ------------- |
| Waga piórkowa    | Aleksander Kask | 250.0 | 15.           |
| Waga średnia     | Leonhard Kukk   | 277.5 | 13.           |
| Waga lekkociężka | Olaf Luiga      | 305.0 | 11.           |
| Waga ciężka      | Arnold Luhaäär  | 360.0 | Srebrny medal |

### Zapasy
Mężczyźni
- Osvald Käpp
- Voldemar Väli
- Albert Kusnets
- Otto Pohla
- Alfred Praks
- Eduard Pütsep

| Konkurencja                | Zawodnik       | Wynik         |
| -------------------------- | -------------- | ------------- |
| Klasyczny, waga kogucia    | Eduard Pütsep  | 6.            |
| Klasyczny, waga piórkowa   | Voldemar Väli  | Złoty medal   |
| Klasyczny, waga lekka      | Osvald Käpp    | 9.            |
| Klasyczny, waga średnia    | Albert Kusnets | Brązowy medal |
| Klasyczny, waga półciężka  | Otto Pohla     | 7.            |
| Wolny, waga piórkowa       | Eduard Pütsep  | 9.            |
| Wolny, waga lekka          | Osvald Käpp    | Złoty medal   |
| Klasyczny, waga półśrednia | Alfred Praks   | 7.            |

### Żeglarstwo
Mężczyźni
- Tutti V:
  - Nikolai Vekšin
  - William von Wirén
  - Eberhard Vogdt
  - Georg Faehlmann
  - Andreas Faehlmann

| Konkurencja    | Drużyna | I       | I       | II      | II      | III     | III     | IV      | IV      | V       | V       | VI      | VI      | Finał   | Finał         |
| Konkurencja    | Drużyna | Czas    | Miejsce | Czas    | Miejsce | Czas    | Miejsce | Czas    | Miejsce | Czas    | Miejsce | Czas    | Miejsce | Czas    | Miejsce       |
| -------------- | ------- | ------- | ------- | ------- | ------- | ------- | ------- | ------- | ------- | ------- | ------- | ------- | ------- | ------- | ------------- |
| Klasa 6 metrów | Tutti V | 3.05:06 | 6.      | 1.56:55 | 6.      | 2.14:01 | 2.      | 2.15:13 | 3.      | 2.14:27 | 1.      | 2.24:13 | 3.      | 2.04:37 | Brązowy medal |